# Przeciwblask

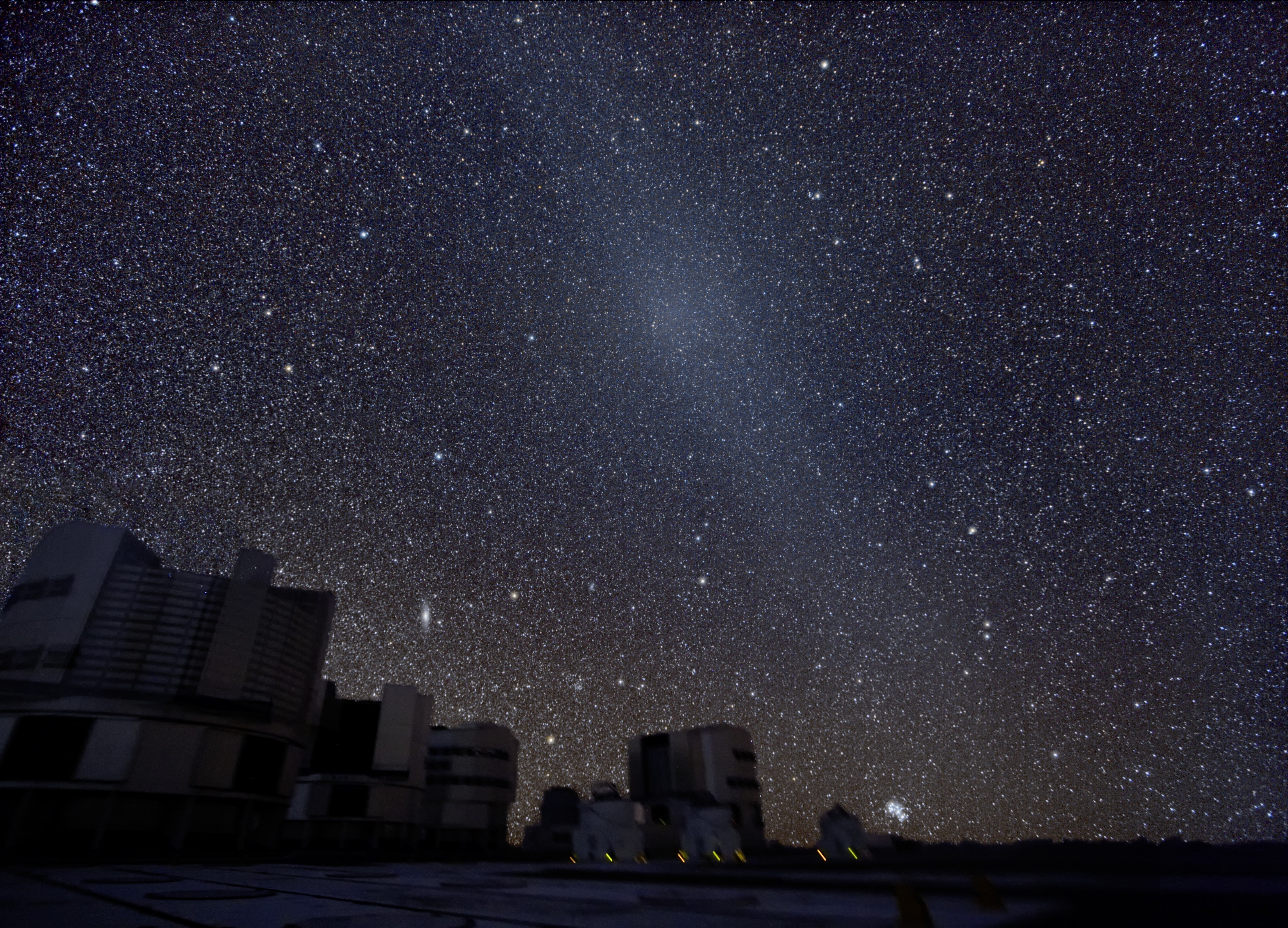
Przeciwblask nad Obserwatorium Paranal w Chile (zdjęcie ESO)

Przeciwblask – obszar światła zodiakalnego w punkcie ekliptyki przeciwległym Słońcu, o jasności powierzchniowej większej niż jasność sąsiednich obszarów.